# 古四声
古四声即上古汉语声调，又特指《诗经》声调，此术语为清朝段玉裁最早使用:126。
就上古汉语是否有声调、上古汉语声调与中古汉语声调之间的关系，许多音韵学家有过深入的研究和探讨，提出了“古无四声”、“四声一贯”、“古无去声”及“入分长短”等不同的学说。

## 研究材料
研究古四声的主要材料是先秦的韵文，最重要的是《诗经》:14。而研究上古汉语韵部时常用的楚辞在研究古四声时很少用到，因为屈原时代的声调和中古四声已经非常相近。以《九歌》为例，如果用《广韵》所记声调去读，仍然有95%以上的押韵字都符合平押平、上押上、去押去、入押入。
如《九歌·湘君》：
| 押韵字                                                               | 上古韵部[注 1] | 中古声调（《广韵》） |
| -------------------------------------------------------------------- | -------------- | -------------------- |
| 君不行兮夷犹、蹇谁留兮中洲、美要眇兮宜修、沛吾乘兮桂舟、使江水兮安流 | 幽部           | 平声                 |
| 望夫君兮未来、吹参差兮谁思                                           | 支部           | 平声                 |
| 驾飞龙兮北征、邅吾道兮洞庭、荪桡兮兰旌、横大江兮扬灵                 | 耕部           | 平声                 |
| 女婵媛兮为余太息、隐思君兮陫侧                                       | 职部           | 入声                 |
| 斲冰兮积雪、搴芙蓉兮木末、恩不甚兮轻绝                               | 月部           | 入声                 |
| 飞龙兮翩翩、期不信兮告余以不闲                                       | 元部[注 2]     | 平声                 |
| 夕弭节兮北渚、水周兮堂下、遗余佩兮醴浦、将以遗兮下女、聊逍遥兮容与   | 鱼部           | 上声                 |
另外一个较重要的材料是谐声系统。即通过对形声字及其声旁的声调进行分析以分析古四声。

## 明清研究

### 陈第
陈第在《毛诗古音考》中说：“四声之辩，古人未有。”一般认为，陈第认为上古没有严格的声调，即“古无四声”；《诗经》也不像唐诗那样必须同声调押韵，而是平仄互协、不以为嫌。
|                        | 愚谓颜氏之言固善，然四声之说起于后世，古人之诗取其可歌可咏，岂屑屑毫厘，若经生为邪？ |
| ——陈第，《毛诗古音考》 |                                                                                      |

清人和今人都认为上古存在声调，否认陈第的“古无四声”说。

### 顾炎武
顾炎武则主张“四声一贯”。他认为古代是有四声的，但是在诵读诗歌或其他具体语言环境中，可以临时改变押韵字的声调，以求相协。
|                                          | 四声之论虽起于江左，然古人之诗已自有迟疾轻重之分，故平多韵平，仄多韵仄。亦有不尽然者，而上或转为平，去或转为平上，入或转为平上去，则在歌者之抑扬高下而已，故四声可以并用。 |
| ——顾炎武，《音学五书·音论·古人四声一贯》 | |

胡安順認為，顾炎武之看法犯了以今律古之错误:244。顧以为上古四声就是中古四声，各调类辖字不变。因此遇到一些中古四声不同的押韵字，他就必须用“四声一贯”来解释。如《小雅·四保》第四章的用韵：
| 押韵字   | 中古声调（《广韵》） |
| -------- | -------------------- |
| 是用孝享 | 上声                 |
| 禴祠烝尝 | 平声                 |
| 于公先王 | 平声                 |
| 万寿无疆 | 平声                 |
顾炎武就认为“享”在此是临时改变声调与平声韵相协。但“享”在《诗经》用韵中出现八次，全都与平声字押韵，而且「享」在現代閩南語泉州話為平聲字；如此就不宜认为“享”在上古仍然是上声字了:244。

### 江永
江永的观点可以称为“四声不拘”。与顾炎武不同，江永强调“常规”而非“通押”，认为不同声调字可以押韵不是因为临时的改变，而是因为诗韵允许不同声调的押韵。
|                           | 平自韵平，上去入自韵上去入者，恒也。亦有一章两声或三四声者，随其声讽诵咏歌，亦有谐适，不必皆出一声，如后人诗余歌曲，正以杂用四声为节奏。诗韵何独不然？ |
| ——江永，《古韵标准·例言》 | |

其实，江永和顾炎武的观点在本质上是相同的:245，即都认为上古有四声，且就是中古四声；只是对于不合这一观点的现象有不同的解释。

### 段玉裁
段玉裁首倡“古无去声”说，认为周秦汉初，声调只有平上入，没有去声，直到魏晋才产生去声。
|                                     | 古四声不同今韵，犹古本音不同今韵也。考周秦汉初之文，有平上入而无去，洎乎魏晋，上入声多转而为去声，平声多转而为仄声，于是乎四声大备，而与古不侔。有古平而今仄者，有古上入而今去者。细意搜寻，随在可得其条理。 |
| ——段玉裁，《六书音均表一·古四声说》 | |

段玉裁第一个把陈第“时有古今，地有南北，字有更革，音有转移”的观点引入了声调研究，用发展、变化的观点看待古四声，认为古四声和中古声调有所区别。段玉裁关于去声在上古与入声关系密切的论断也有其道理，但他据此认定上古根本没有去声则缺乏充分的论证:245。

### 孔广森
孔广森有“古无入声”说。孔广森是曲阜人，学者们一致认为，孔氏之说是囿于方音，也为了迁就其阴阳对转学说，并不足取:127:246:74。

### 江有诰、王念孙
江有诰起初认为古无四声，但后来断定“古有四声”。
|                                | 有诰初见亦谓古无四声，说载初刻《凡例》。至今反复抽绎，始知古人实有四声，特古人所读之声与后人不同。陆氏编韵时不能审明古训，特就当时之声误为分析。 |
| ——江有诰，《再寄王石臞先生书》 | |

江有诰的观点的核心贡献是他认为一个字的声调古今不一定相同，古四声不同于中古四声:126。但是江有诰的观点依赖于“上古韵文必须用调相协”的前提，完全否认异调通押；而他又没有提出上古四声向中古四声变化的条件，因此他的字调判断有一定的偶然性:74。
道光二年，江有诰寄书与王念孙，论述其古四声观点。王念孙此前也刚确定了古有四声，故答书称江说与己见“几如桴鼓相应”:8。

## 今人研究

### 黄侃
黄侃提出“古音两声”说。段玉裁的《六书音均表》中已经提到：“古平与上一类，去与入一类。上与平，一也，去与入，一也。上声备于三百篇，去声备于魏晋。”黄侃则更进一步，认为《诗经》时代上声也不存在，故只有平、入二声。
|                                   | 古有平入而已，其后而有上去。 |
| ——黄侃，《黄侃论学杂著·声韵略说》 |                              |

黄侃的两声说，今人遵信的比较少。入声字都属于入声韵，平声字则属于阴声韵和阳声韵，音节结构不同，声调区别不构成最小对立对，“古音两声”相当于“古无声调”:76。

### 王力
王力同样承接段玉裁的观点，在“古无去声”说的基础上提出“长入短入”说。王力认为上古汉语只有平、上、入三种声调，但入声内部又分为长入和短入，长入是后世去声的主要来源。
|                        | 我所订的上古声调系统，和段玉裁所订的上古声调系统基本一致。段式所谓平上为一类，就是我所谓舒声；所谓去入为一类，就是我所谓促声。只是我把入声分为长短两类，和段式稍有不同。为什么上古入声应该分为两类呢？这是因为，假如上古入声没有两类，后来就没有分化的条件了。 |
| ——王力，《汉语语音史》 | |

王力的观点与段玉裁非常类似，旨在解释中古去声和入声字在上古关系密切这一问题。但王力更明确的提出了长短的分化条件，用以解释为什么上古入声字中一部分在中古为去声，而另一部分为入声。

### 胡安顺
胡安顺则上接江有诰、王念孙、周祖谟的观点，主张“古有四声”，其主要证据就是《诗经》用韵的严格统计:260。
| 押韵字组成   | 段数 | 阴声韵 | 阳声韵 |
| ------------ | ---- | ------ | ------ |
| 平声独用     | 693  | 306    | 387    |
| 上声独用     | 275  | 259    | 16     |
| 去声独用     | 128  | 102    | 26     |
| 入声独用     | 243  |        |        |
| 平上混押     | 102  | 63     | 39     |
| 平去混押     | 127  | 62     | 65     |
| 平入混押     | 3    |        |        |
| 上去混押     | 67   | 59     | 8      |
| 上入混押     | 5    |        |        |
| 去入混押     | 64   | 64     |        |
| 平上去混押   | 35   | 20     | 15     |
| 平上入混押   | 1    | 1      |        |
| 平去入混押   | 3    | 3      |        |
| 上去入混押   | 5    | 5      |        |
| 平上去入混押 | 4    | 4      |        |
《诗经》中平、上、去、入同类相押达到76%，混押只有24%。而且平去混押大大多于平入混押，上去混押大大多于上入混押，平上去混押大大多于平上入混押；所以把去声和入声看成同一种调类是不妥的，尽管入声和去声确实关系紧密。
胡安顺还使用了谐声偏旁的材料，也有50%以上的谐声组是平、上、去、入独用。

### 張日昇
張氏以《詩經》作統計，指古有去聲，但去聲以ɸ、d、g、m、n、ŋ爲韻尾。

## 相关條目
- 四声
- 上古汉语
- 声调